# Kunst im Reich von Kusch

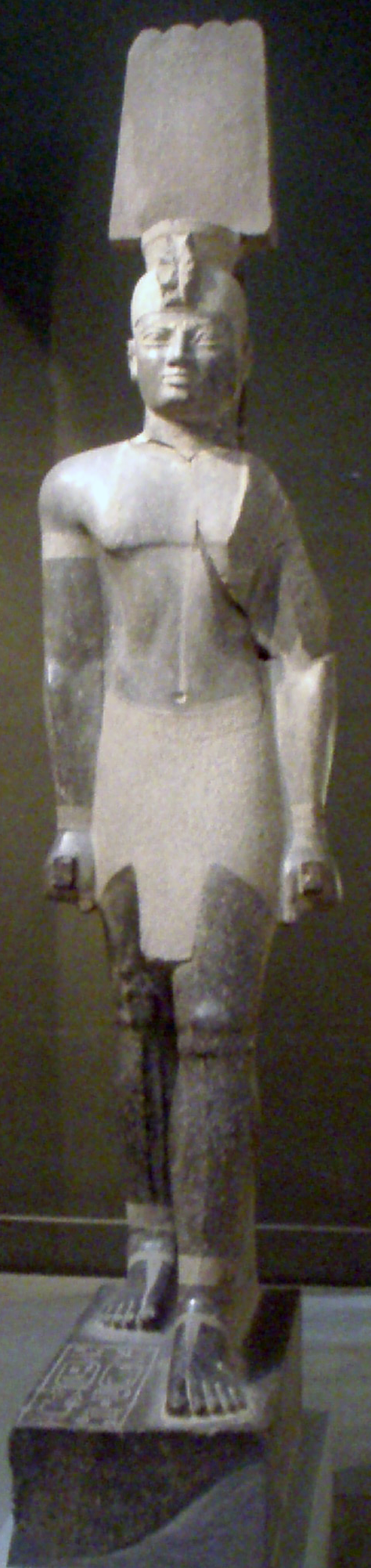
Kolossalstatue des Aspelta vom Berg Barkal (um 580 v. Chr.)

Die Kunst im Reich von Kusch ist wie die gesamte Kultur dieses afrikanischen Staates im heutigen Sudan erheblich vom alten Ägypten beeinflusst. Wie in der kuschitischen Geschichte lassen sich auch in der Kunst zwei deutliche Phasen unterscheiden: In der napatanischen Periode (ca. 750–300 v. Chr.) ist der Einfluss der ägyptischen Kunst sehr stark. Ohne Inschriften und Fundortangabe ist es manchmal kaum möglich, bestimmte Kunstwerke dem einen oder anderen Kulturkreis zuzuordnen. In der meroitischen Phase (ca. 300 v. Chr. – 350 n. Chr.) ist eine Verschmelzung ägyptischer, hellenistischer und afrikanischer Elemente zu beobachten. Trotz des offensichtlich ägyptischen Einflusses hat die kuschitische Kunst einen durchaus eigenen Charakter.

## Vorgeschichte
Im ägyptischen Neuen Reich war Nubien eine ägyptische Provinz. Ägyptische Pharaonen errichteten in Nubien Tempel, und die hier lebende Oberschicht, ob sie nun aus Ägypten stammte oder einheimisch war, folgte weitestgehend ägyptischen Vorbildern. Dies ist im Grabbau zu erkennen, aber auch Siedlungen wie Sesebi sind in Anlage und Architektur weitestgehend ägyptisch. Um 1000 v. Chr. ging die Vorherrschaft Ägyptens langsam zu Ende. Die Vorgänge sind im Einzelnen bisher nicht wirklich klar, und es ist möglich, dass vor allem in Unternubien die ägyptische Kontrolle weiter bestand. Aus dieser Zeit sind jedoch kaum datierte Denkmäler bekannt, die eine Vorstellung von der materiellen Kultur liefern, und es gibt so gut wie keine Kunstwerke, die mit Sicherheit in diese Zeit datiert werden können. Eine bedeutende Ausnahme ist die rätselhafte Inschrift der Königin Karimala, die an einer Wand des Tempels von Semna angebracht ist. Vor der Inschrift befindet sich das Bild der Karimala, vor der Göttin Isis stehend. Das Werk ist in einem Flachrelief ausgeführt. Karimala trägt ein langes Gewand und eine Doppelfederkrone. Im Stil steht die Darstellung vollkommen in der Tradition ramessidischer Reliefs. In diesem Zusammenhang sind auch einige Stelen und Denkmäler von nubischen Herrschern (z. B. Aryamani) zu nennen, die auch im Stil ramessidisch sind. Die Datierung dieser Monumente ist in der Forschung stark umstritten. Bei der Annahme, dass sie in die Zeit kurz nach dem Neuen Reich einzuordnen sind, mag dies für eine nubische Kunstproduktion zwischen 1000 und 750 v. Chr. sprechen, die stark den ramessidischen Stil fortsetzte.
Erst mit dem Auftreten der ersten namentlich bekannten nubischen Herrscher fließen die Quellen reichhaltiger. Diese Herrscher hinterließen zahlreiche Denkmäler, und es ist nun ein eigener nubischer Stil auszumachen.

## Architektur

### Pyramiden

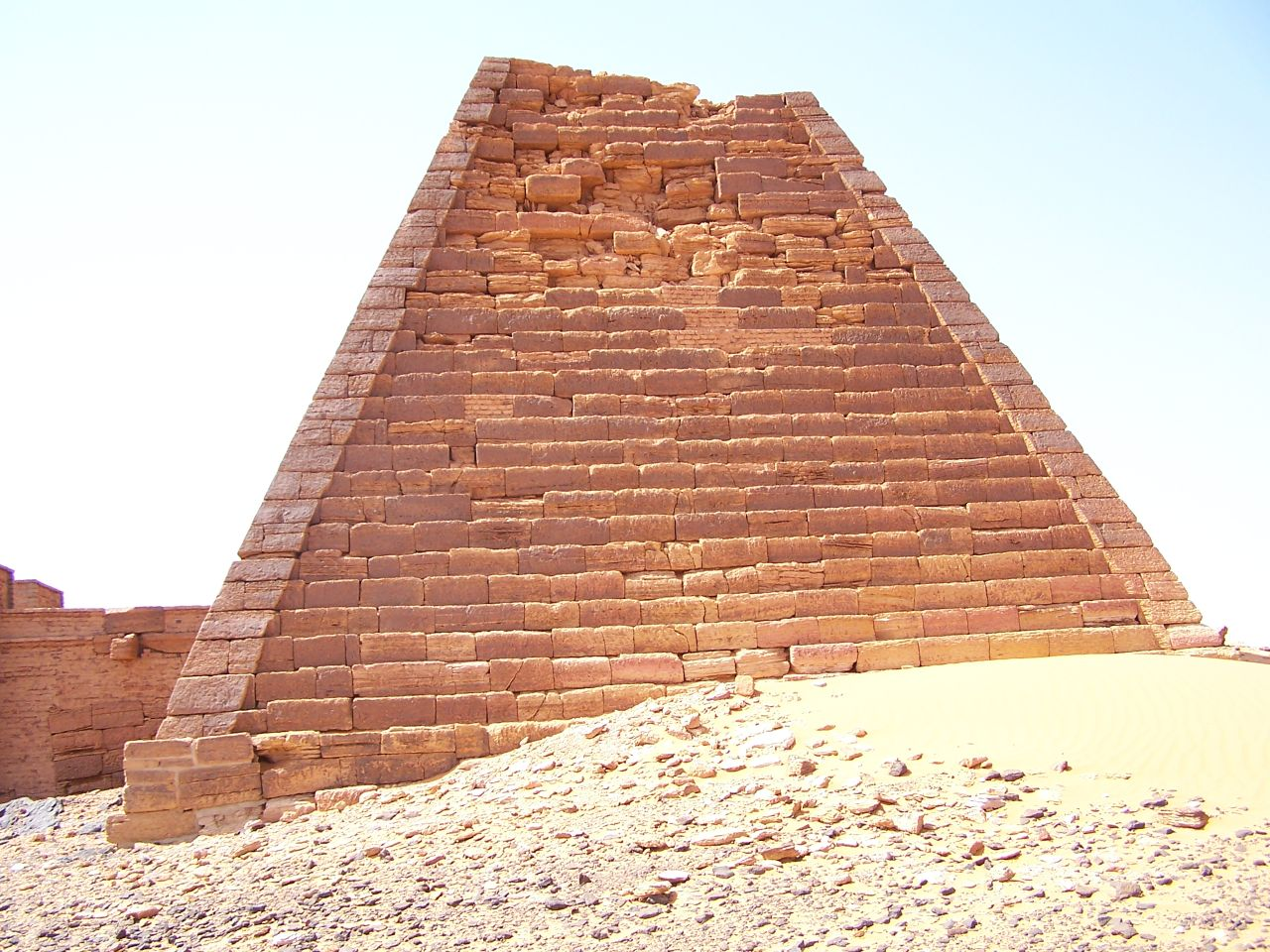
Pyramide N21 von der Seite, Gestalt getreppt

Die ersten Generationen nubischer Herrscher wurden unter Grabhügeln bestattet. Dies änderte sich mit der Eroberung von Teilen Ägyptens durch die Nubier. Die sicherlich auffälligsten Denkmäler kuschitischer Kultur sind nun die königlichen Pyramiden. Sie sind aus Stein errichtet, aber viel kleiner als ihre ägyptischen Vorbilder. Sie haben auch einen steileren Winkel und wohl keine Spitze, sondern wurden von einem kleinen Zylinder gekrönt. Pyramiden wurden in Nubien schon im Neuen Reich von hohen dort residierenden Beamten errichtet, so dass ihr Bau von den nubischen Pyramiden des Neuen Reiches beeinflusst sein könnte. Daneben ist zu der Zeit, als die nubischen Könige regierten, eine starke Rückbesinnung auf altägyptische Traditionen feststellbar, und so mögen die nubischen Herrscher mit dem Pyramidenbau bewusst auf eine Zeit zurückgegriffen haben, die als vorbildlich galt.
Die nubischen Pyramiden bestanden aus drei Teilen. Es gab die eigentliche Pyramide, die Grabkammern, deren Eingang sich meist vor der Pyramide befand und die unter dem Bau lagen, und einen kleinen, meist dekorierten Tempel. Im Gegensatz zu den ägyptischen Pyramiden waren die nubischen nicht verkleidet, sondern getreppt. In meroitischer Zeit wurden sie nicht mehr aus Stein, sondern aus Lehmziegeln errichtet. Der Pyramidenbau endete um 300 n. Chr., und in der Folgezeit kehrte man wieder zum Bau von großen Grabhügeln zurück.

### Private Grabbauten
In Meroe und an anderen Orten wurden auch viele nichtkönigliche Personen unter Pyramiden bestattet. Diese Bauten folgten in ihrer Anlage meist den königlichen, sind jedoch kleiner. Neben den Pyramiden findet man auch vereinzelt Mastabas, also rechteckige Graboberbauten und Grabhügel. Der Großteil der Bevölkerung wurde jedoch in einfachen Erdbestattungen beigesetzt.

### Tempel

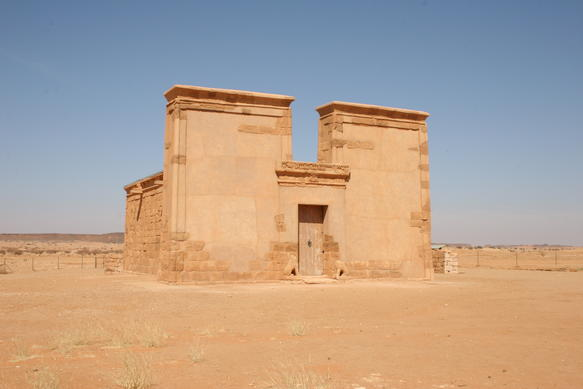
Tempel mit wiederaufgebautem Pylon in Musawwarat as-sufra

Auch im Tempelbau dominierte Ägypten als Vorbild. Die kuschitischen Tempel haben in der Regel einen Pylon, einen dahinter liegenden Hof oder eine Säulenhalle und ein Allerheiligstes, das aus einer oder drei Kapellen besteht. Je nach Bedeutung und Größe eines Heiligtums wurde dieses Schema variiert. Baumaterial war meist Sandstein; andere Tempel sind aus Lehmziegeln errichtet, wobei wichtige Bauteile in Stein ergänzt sein können. Bedeutende Tempel wurden mit Reliefs, Malereien, Statuen und Altären geschmückt.
Der bedeutendste Tempelbau Nubiens war der Amuntempel vom Berg Barkal. Er war über 150 m lang. An ihm haben verschiedene Generationen napatanischer Herrscher gebaut. Der Eingang wird von einem Pylon markiert, hinter dem sich ein Hof mit Säulen befindet. Es folgt ein weiterer Pylon und eine Säulenhalle, wonach eine kleinere Säulenhalle folgt mit weiteren Räumlichkeiten dahinter. Das Allerheiligste besteht aus drei nebeneinander liegenden Kapellen.
Der große Amuntempel in Meroe ist etwas kleiner, aber immer noch mehr als 100 m lang. Es handelt sich um das bedeutendste Heiligtum im Süden des Reiches. Der Tempel folgt einem vergleichbaren Plan, hat aber keine große Säulenhalle. Er ist teilweise aus gebrannten Lehmziegeln erbaut. Seine genaue Datierung ist unsicher, doch nimmt die neuere Forschung eine Erbauung um 200 bis 100 v. Chr. an. Es fand sich auch der Name des Natakamani (ca. 50 n. Chr.), der den Bau zumindest restauriert hat. Dieser Tempel hat offensichtlich in meroitischer Zeit den Tempel vom Berg Barkal als Nationalheiligtum ersetzt.

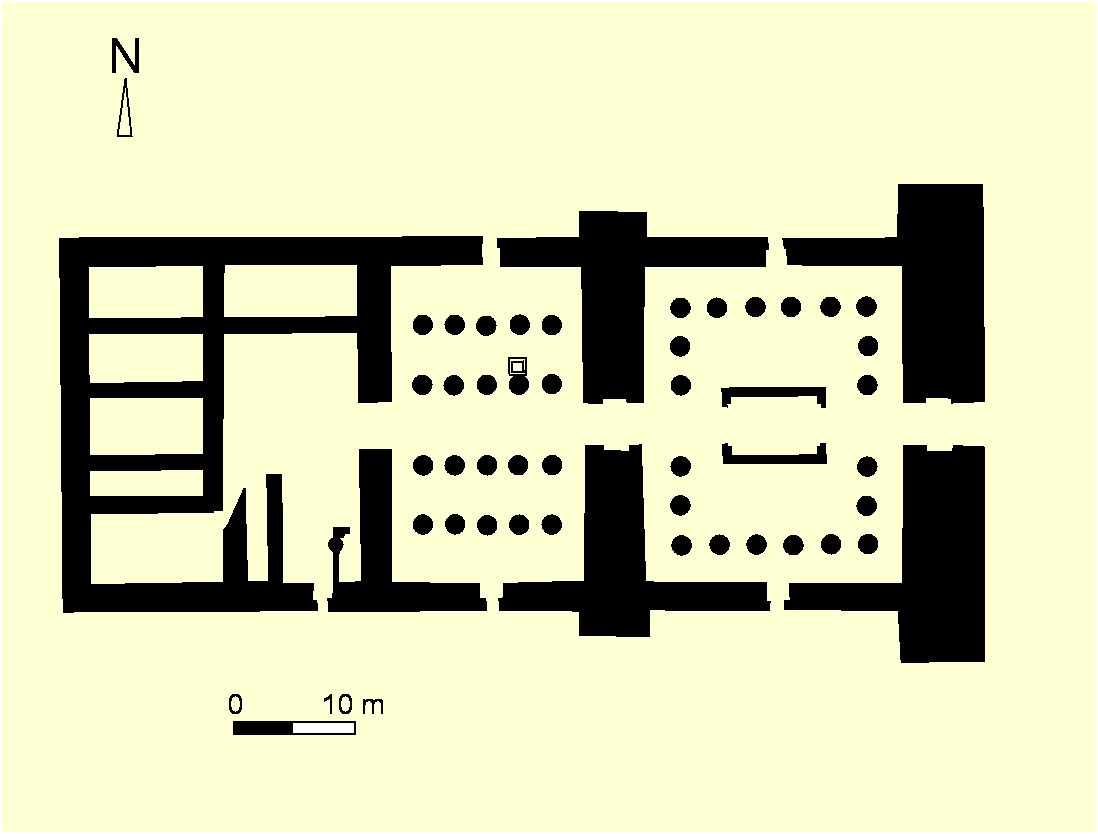
Plan des Tempels von Tabo, dessen Plan eng ägyptischen Vorbildern folgt

Vor allem König Taharqa (ca. 690 v. Chr. – 664 v. Chr.) errichtete an wichtigen Orten Nubiens monumentale Tempelanlagen in Stein, die ziemlich genau ägyptischen Vorbildern folgten. Es gab einen Pylon, es folgte ein offener Hof, eine Säulenhalle und im Hinterteil der Anlage das Allerheiligste. Die Wände der Tempel waren mit Reliefs dekoriert und mit Statuen ausgestattet. Diese Tempel folgen in Plan und Größe einem gewissen Standard.
Aus der Zeit nach Taharqa gibt es kaum bedeutende neue Tempelbauten, wenn auch die folgenden Herrscher die alten Tempel mit weiteren Inschriften, Statuen und Anbauten ausschmückten. Dies mag nur eine Beleglücke sein, da es aus Meroe zahlreiche Blöcke mit Namen von Königen gibt, die einstigen Tempel aber nur selten erhalten sind oder rekonstruiert werden können.
Erst aus der meroitischen Periode gibt es erneute Beispiele aus verschiedenen Teilen des Reiches von gut erhalten Tempelbauten. Die Tempel sind nun meist wesentlich kleiner und bestehen oftmals nur aus einem oder zwei Räumen, die außen und innen mit Reliefs dekoriert sind und auch einen Pylon hatten. Aus Naqa stammt ein größerer, von Natakamani (um 50 n. Chr.) erbauter Tempel mit mehreren Räumen und einem Pylon. Er war aus Lehmziegeln erbaut; nur die Tore und Säulen bestanden aus Stein und waren mit Reliefs dekoriert.

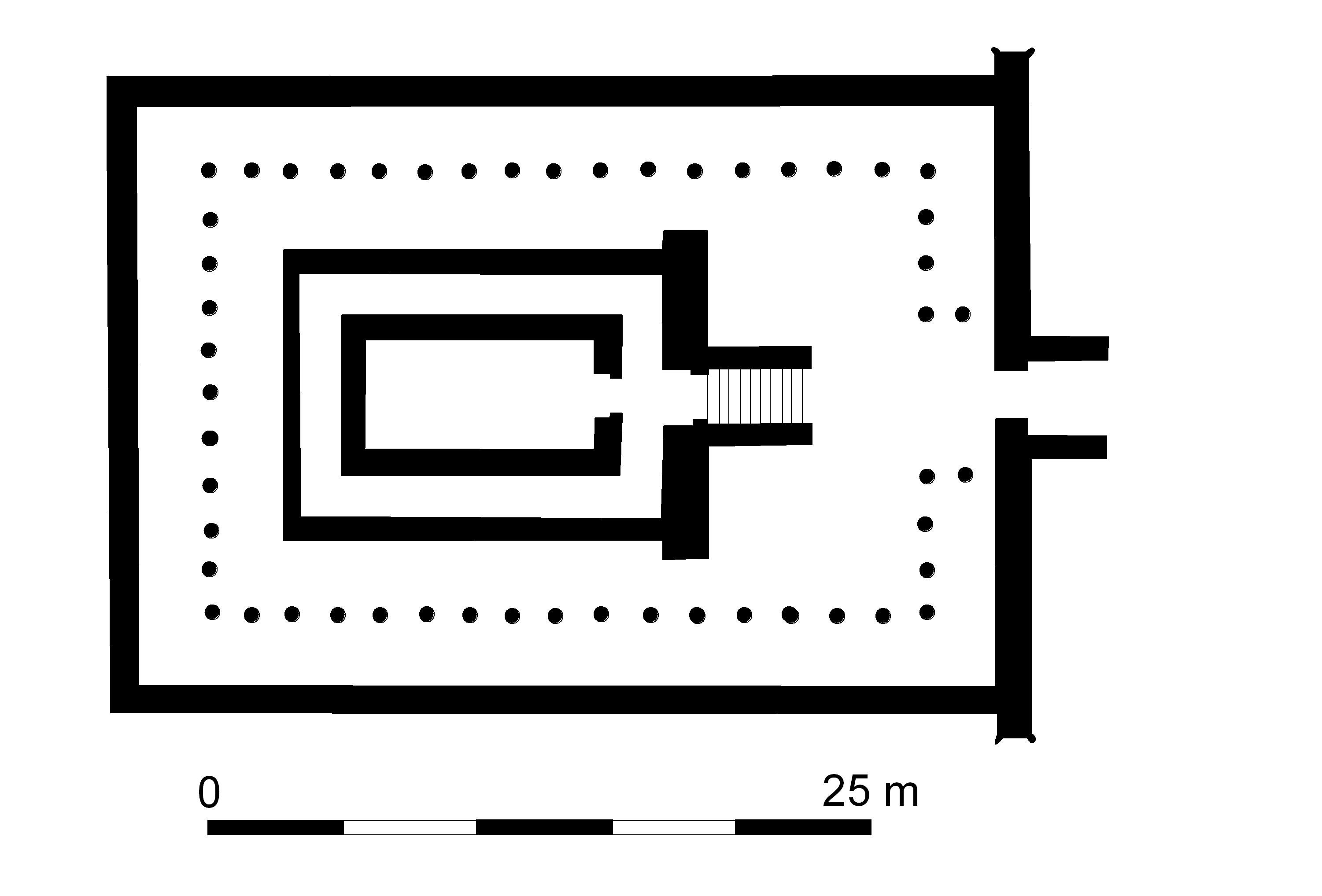
Der sogenannten Sonnentempel in Meroe

Vor allem in der Hauptstadt Meroe gibt es einige größere Tempelbauten, die Eigenheiten aufweisen, die nicht aus Ägypten bekannt sind. Der sogenannte Sonnentempel (die eigentliche hier verehrte Gottheit ist unbekannt) hatte einen Pylon. Von diesem gelangte man in einen großen Hof, der von Säulen flankiert war. In der Mitte des Hofes stand ein zentraler Bau. Über eine Treppe gelangte man zu einem zweiten Pylon und von dort in den Tempel, in dessen Mitte ein einzelner, ca. zehn Meter langer Schrein stand.
Besondere Beachtung verdient auch die Tempelanlage von al-Musawwarat as-sufra. Hier finden sich diverse Tempelbauten innerhalb eines Komplexes, der aus diversen offenen Höfen und Einzäumungen besteht. Einzelne Teile waren reich mit Kolossalfiguren geschmückt, darunter befinden sich solche von Elefanten.

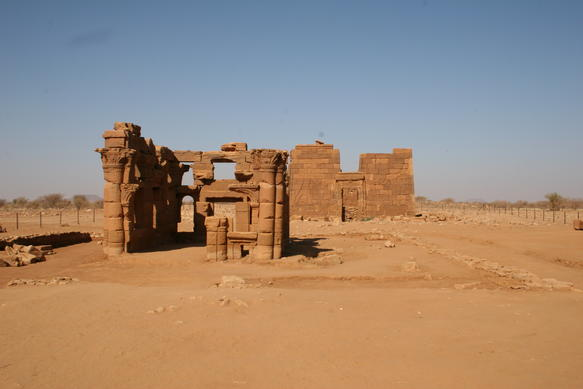
Römischer Kiosk (im Vordergrund) und Tempel

Der Römische Kiosk in Naqa verbindet nubische mit hellenistischen Stilmerkmalen. Es ist ein kleiner, offener Bau, dessen Fassade von Säulen mit korinthischen Kapitellen gegliedert ist. Die Säulen sind durch Zwischenwände mit großen Fenstern verbunden. Einige der Fenster sind gewölbt.

### Profane Architektur
Es sind verschiedene Palastanlagen bekannt, doch sind sie meist schlecht erhalten oder nur zum Teil ergraben, so dass es Schwierigkeiten bereitet, sich ein wirkliches Bild von diesen zu machen. Beim Berg Barkal fand sich ein Palast des Natakamani. Er ist 63 m im Quadrat groß und steht auf einer 1,8 m hohen Plattform, auf die man über eine Treppe gelangte. Der am besten ergrabene Palast befindet sich in Wad ban Naqa und gehörte nach einer Inschrift der Amanischacheto. Der Bau ist quadratisch mit einer Seitenlänge von 61 m. Der Haupteingang lag im Süden, von dort kam man in einen Saal mit sechs Säulen und in einen weiteren Raum unbekannter Funktion. Der Rest des Untergeschosses besteht aus Magazinräumen. Die eigentlichen Wohnräume befanden sich dagegen im Obergeschoss und sind daher verloren. Es fanden sich architektonische Elemente und Inschriften, die von dort stammen müssen.
Ein sonst nicht bekannter Bautyp ist das sog. römische Bad in Meroe. Es handelt sich um einen Bau mit einem großen Wasserbecken in dessen Mitte. Das Bad war reich mit Skulpturen und Malereien in hellenistischen Stil ausgestattet. Die Funktion des Baues war lange umstritten. Es wurde vermutet, dass es sich um ein Wasserheiligtum handelt, neue Ausgrabungen belegen aber den römischen Charakter, und es mag sich tatsächlich um die Kopie eines römischen Bades gehandelt haben.

## Freiplastik

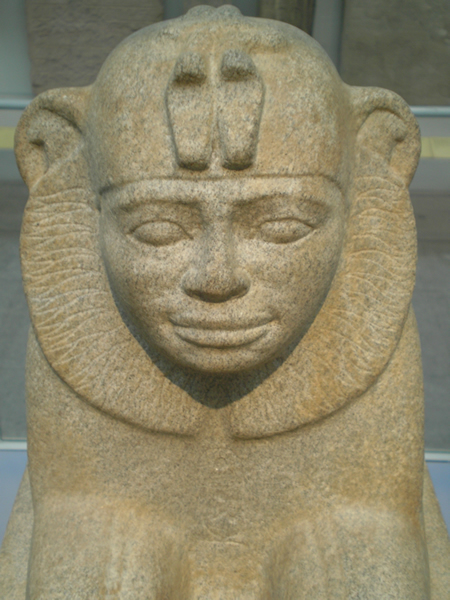
Kopf einer Sphinx des Taharqa

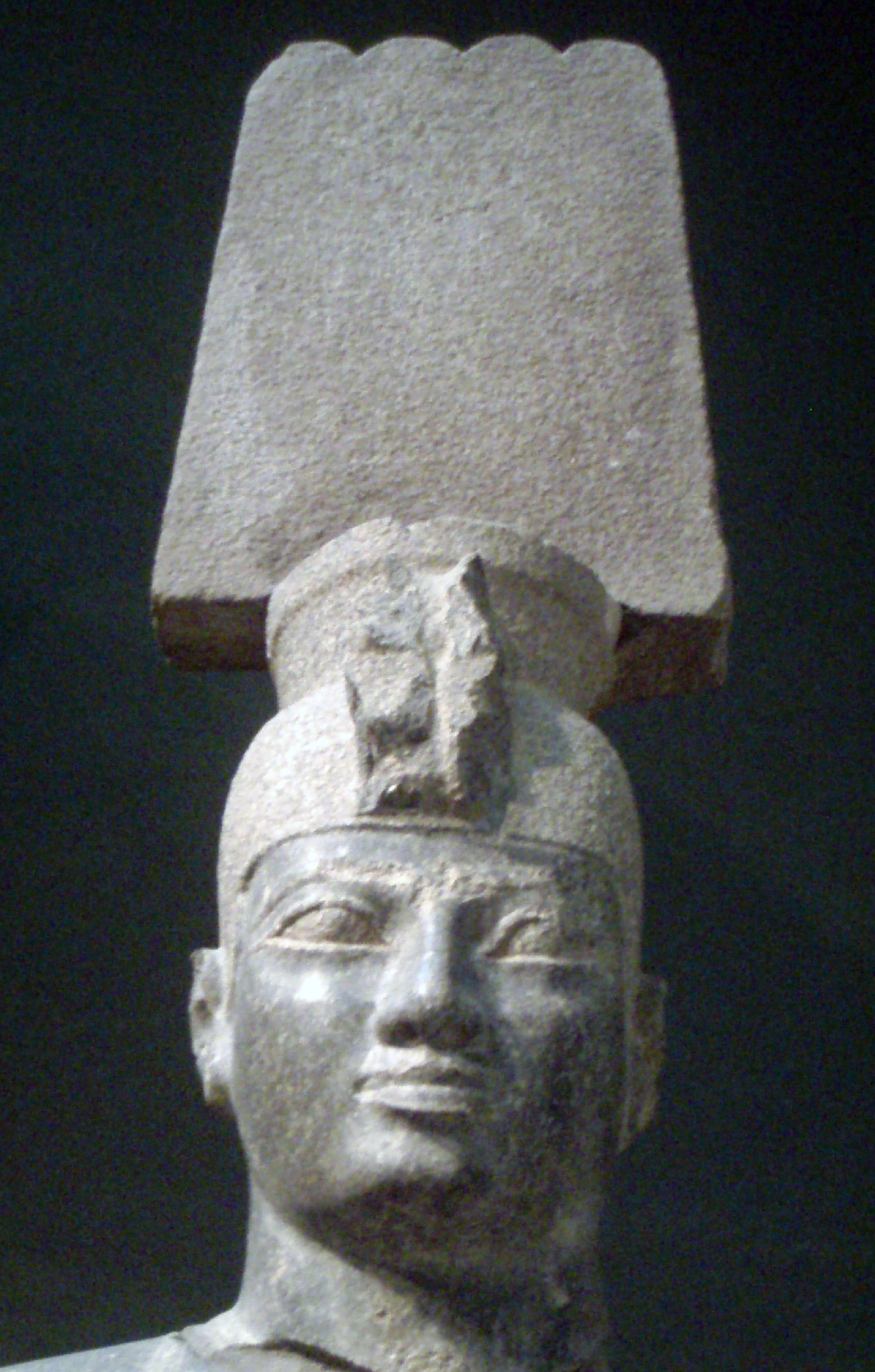
Kopf einer Kolossalstatue des Aspelta

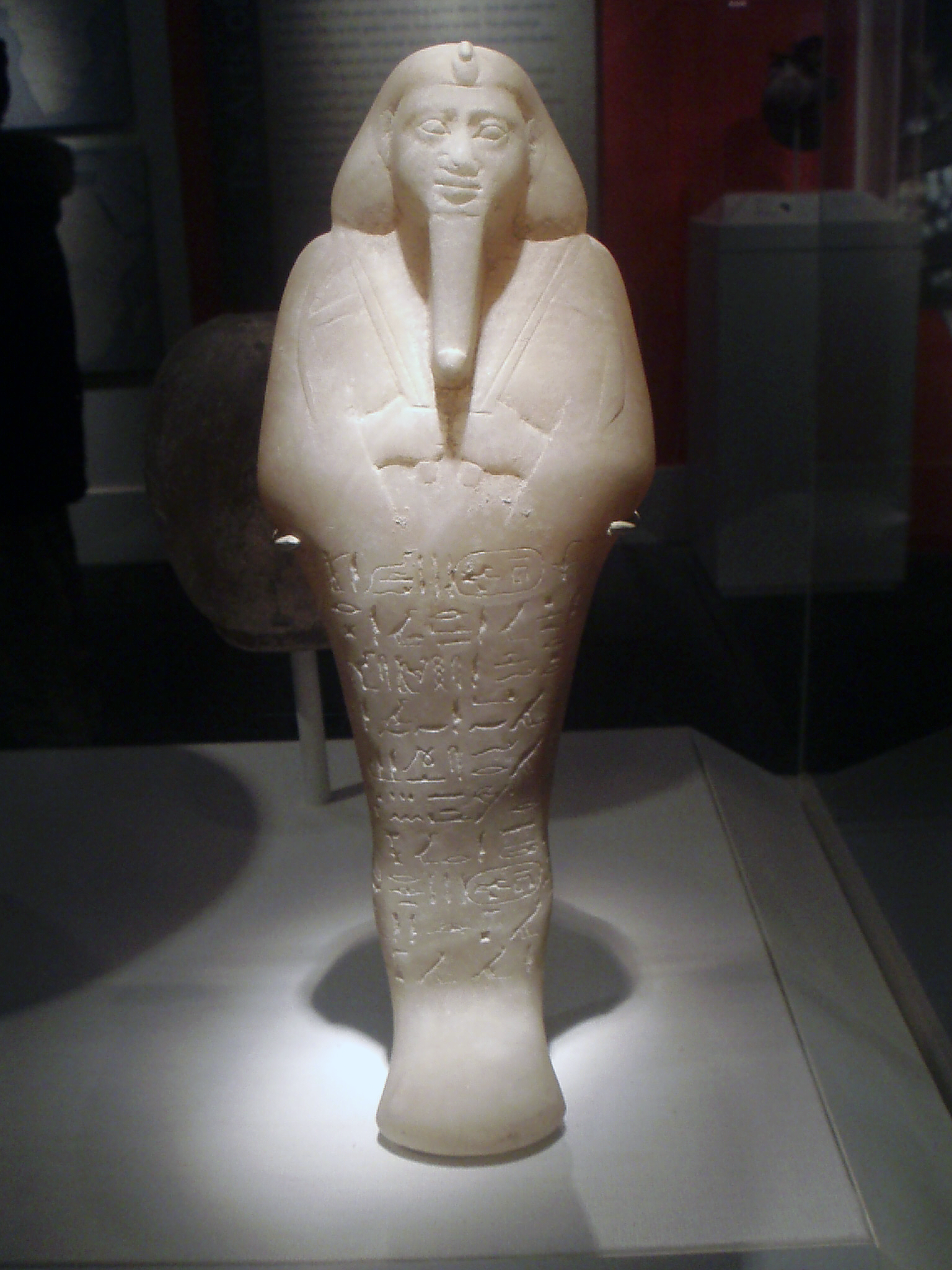
Uschebti des Taharqa (um 675 v. Chr.)

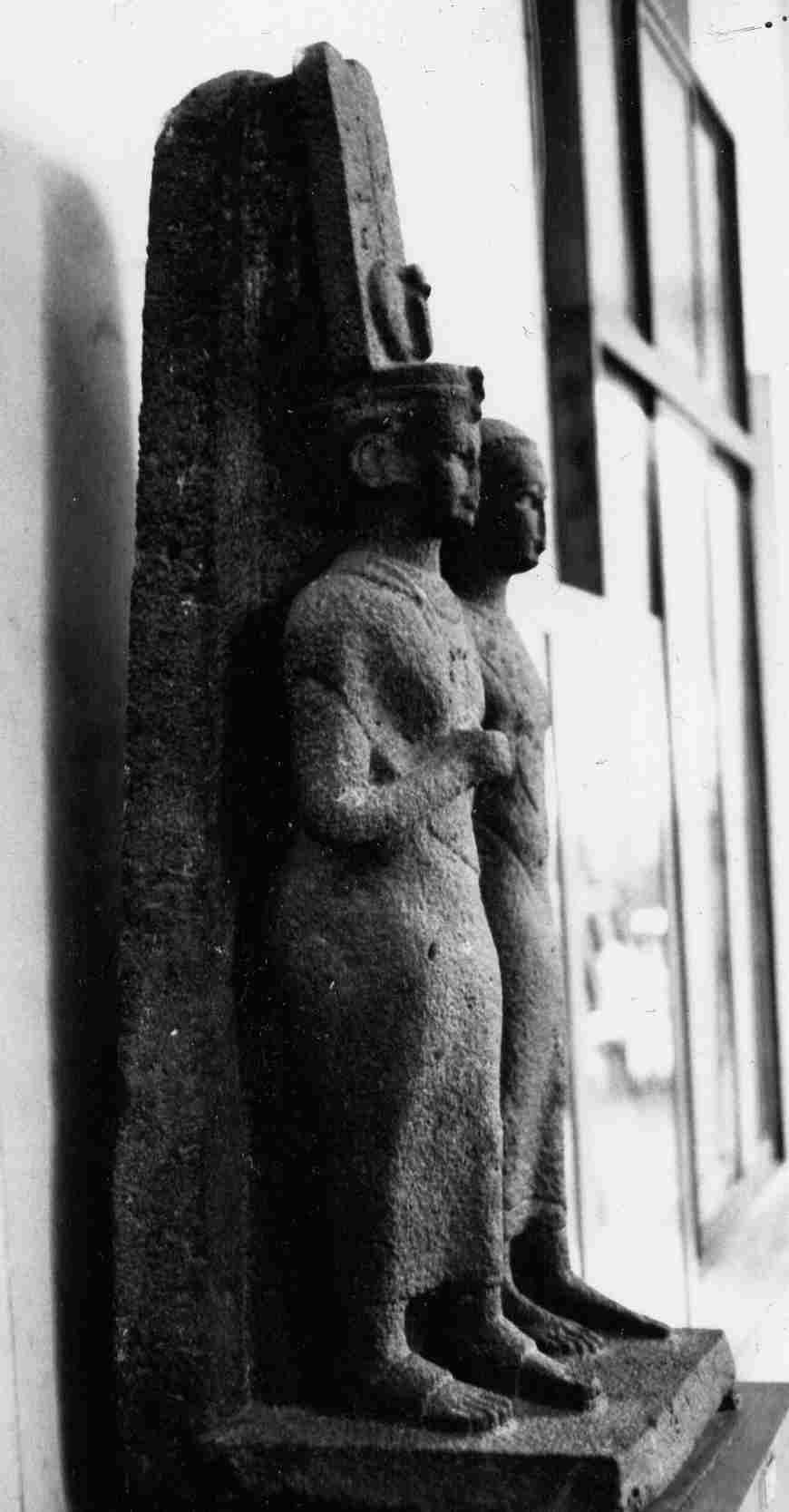
Doppelstatue einer meroitischen Königin (um 100 v. Chr.)

Auch die Freiplastik stand am Beginn nubischer Geschichte unter starkem ägyptischem Einfluss. Es sind aus der napatanischen Zeit vor allem Werke bekannt, die den König darstellen. Darunter befindet sich eine Reihe von Kolossalstatuen, die in verschiedenen Tempeln, vor allem in Unternubien, aufgestellt wurden. Der Herrscher steht und hat ein Bein vorgestellt. Die Hände liegen eng am Körper an. Das Gesicht ist nach vorne gewandt. Dies entspricht voll dem ägyptischen Kanon. Die Herrscher tragen meist eine enge Kappe auf dem Kopf und einen Doppeluräus. Dieser ist ganz typisch für die nubischen Herrscher. Seine Bedeutung ist bisher umstritten. Als typisch nubisch erscheint die kräftige Modellierung der Körperformen. Die Nase erscheint breiter und die Lippen voller als bei vergleichbaren ägyptischen Werken. Die Statuen sind oft aus hartem Stein gearbeitet, wobei sie gut poliert sind. Einige Flächen sind rau belassen. Hier waren einst wohl Vergoldungen, die Schmuck darstellten, angebracht.
Sitzstatuen sind auch belegt, waren aber anscheinend bei weitem nicht so beliebt wie Standfiguren. Grabplastik, wie sie in Ägypten gut belegt ist, ist dagegen die Ausnahme. Allerdings gibt es viele Uschebtis, die von den frühen Exemplaren abgesehen, jedoch künstlerisch meist eher anspruchslos sind. Aus der Zeit nach dem 6. vorchristlichen Jahrhundert gibt es dagegen nur wenige Beispiele königlicher Plastik. Die erhaltenen Beispiele zeigen selten die gleiche Meisterschaft der früheren Werke. Aus der Zeit nach Aspelta gibt es nur noch vereinzelte Beispiele königlicher Plastik. Dies mag Zufall der Erhaltung sein, korrespondiert aber auch mit den Belegen in der Architektur, die einen deutlichen Rückgang bei Bauarbeiten andeuten. Daneben mag sich der nubische Staat mehr in den Süden, der schlechter erforscht ist, zurückgezogen haben.
Die meroitische Phase bringt auch in der Plastik in vielen Bereichen Innovationen und ab Christi Geburt oftmals auch eine vollkommene Abkehr von ägyptischen Vorbildern.
Die Doppelstatue einer Königin aus Meroe aus der Zeit um 100 v. Chr. folgt ägyptischem Kanon, doch sind die Proportionen etwas anders. Die Beine scheinen zu kurz. Die Gesichter sind nur summarisch gearbeitet, was aber an der starken Verwitterung der Skulptur liegen mag. Daneben war sie einst vielleicht mit Stuck überzogen und bemalt. Die Augen sind hohl und waren einst sicherlich eingelegt. Zwei Kolossalfiguren, die man auf Tabo fand, und eventuell Natakamani zugeschrieben werden können, sind zwar immer noch nach dem ägyptischen Kanon gestaltet. Der Herrscher trägt hier aber ein eher unägyptisches Gewand und auf der Krone findet sich ein Lorbeerkranz, der sicherlich aus der hellenistischen Welt übernommen wurde. Von Natakamani stammen auch eine ganze Reihe kleiner Plastiken, die sich in Naqa fanden und einst zwischen den Beinen von Widderfiguren standen. Der Herrscher ist mit einem Nemeskopftuch und in Mumiengestalt dargestellt. Hier ist der ägyptische Einfluss noch sehr deutlich. Gerade unter Natakamani ist eine besondere Renaissance altägyptischer Traditionen zu beobachten.
Aus etwa dieser Zeit gibt es auch einige Beispiele von kleineren Plastiken aus Metall, die vor allem durch ihre technische Meisterschaft auffallen. Die ca. 10 cm hohe, stehende Goldstatue einer Frau stellt wohl eine Königin da. Sie trägt ein langes, dezent mit geometrischen Mustern verziertes Gewand. Über die Schulter ist eine Schärpe gelegt. Der Kopf ist verloren, doch wirkt die Figur wegen der schlanken Körperformen überraschend unnubisch. Die Kleidung lässt aber keinen Zweifel an einer nubischen Herkunft.
Im Tempel 300 in al-Musawwarat as-sufra finden sich Statuen, die als Säulen dienten. Säulen werden von Löwen und Elefanten gestützt. Vor anderen Tempeln fanden sich Widder- und Löwenfiguren, die auch weitestgehend noch ägyptischen Vorbildern verpflichtet sind. An anderen Orten befanden sich Säulen in der Form von gigantischen Bes-Figuren.
Aus dem sogenannten römischen Bad in Meroe stammt eine Reihe von Skulpturen, die sich vollkommen von den ägyptischen Vorbildern gelöst haben. Die meist halblebensgroßen Figuren sind in Tuniken oder nackt dargestellt. Ein Mann scheint auf einer Kline zu liegen, eine weibliche Figur stellt eine Flötenspielerin dar. Die Figuren wirken relativ grob, die Körperformen sind voll und etwas ungelenk. Bemerkenswert ist die reiche und gut erhaltene Bemalung. Hier fanden sich auch runde Medaillons aus Fayence, die einen Kopf in hellenistischem Stil zeigen.
Berühmt ist auch die sogenannte „Venus von Meroe“, die im Ägyptischen Museum von München ausgestellt ist. Die Statue einer nackten Frau, die nach dem üppigen meroitischen Schönheitsideal gestaltet ist. Eine sehr ähnliche Frauenstatue aus einem Palast in Meroe findet sich im Nationalmuseum Khartum.
Aus Unternubien gibt es aus der Periode nach der Zeitenwende eine große Anzahl von Plastiken, die sich in Grabanlagen von lokalen Würdenträgern fanden. Diese zeigen den Toten als Ba, das heißt, als einen Vogel mit Menschenkopf. Vergleichbares gibt es kaum aus Ägypten. Die Skulpturen waren bemalt, sind aber nur grob gearbeitet.

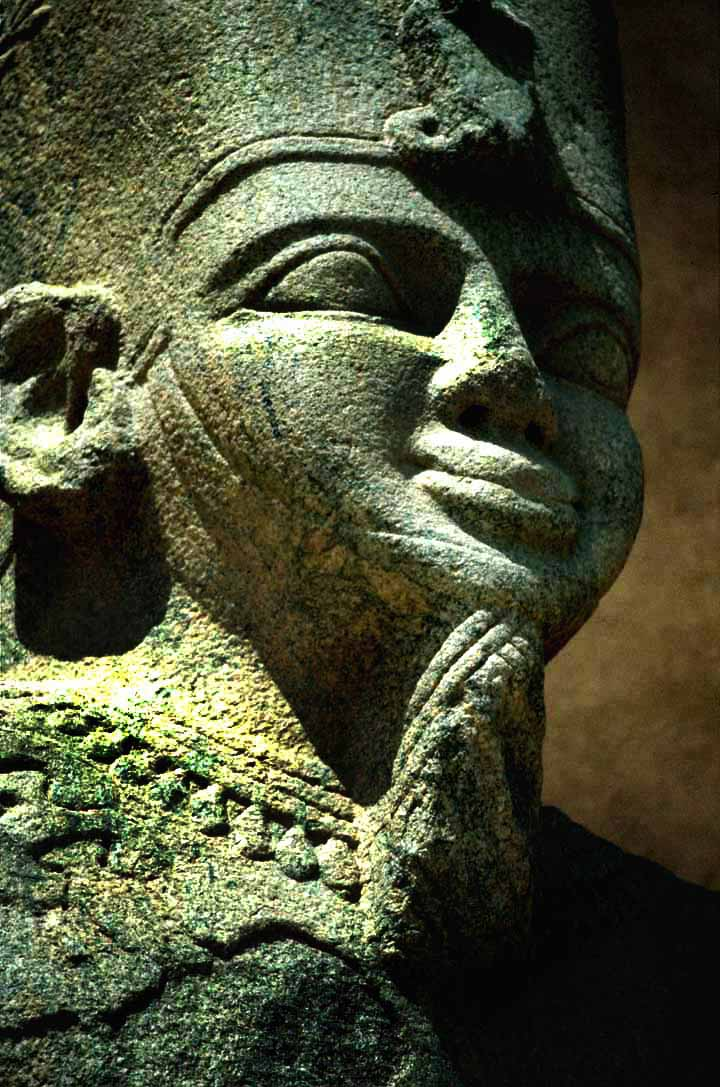
Kolossalfigur, die mutmaßlich Natakamani darstellt (um 50 n. Chr.)
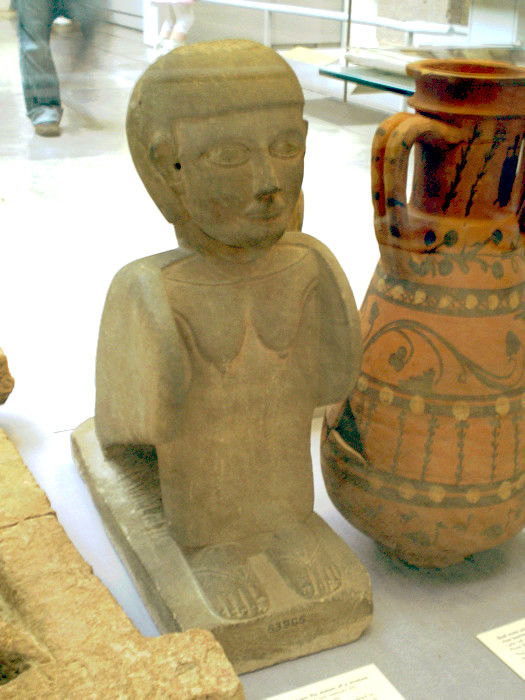
Bafigur
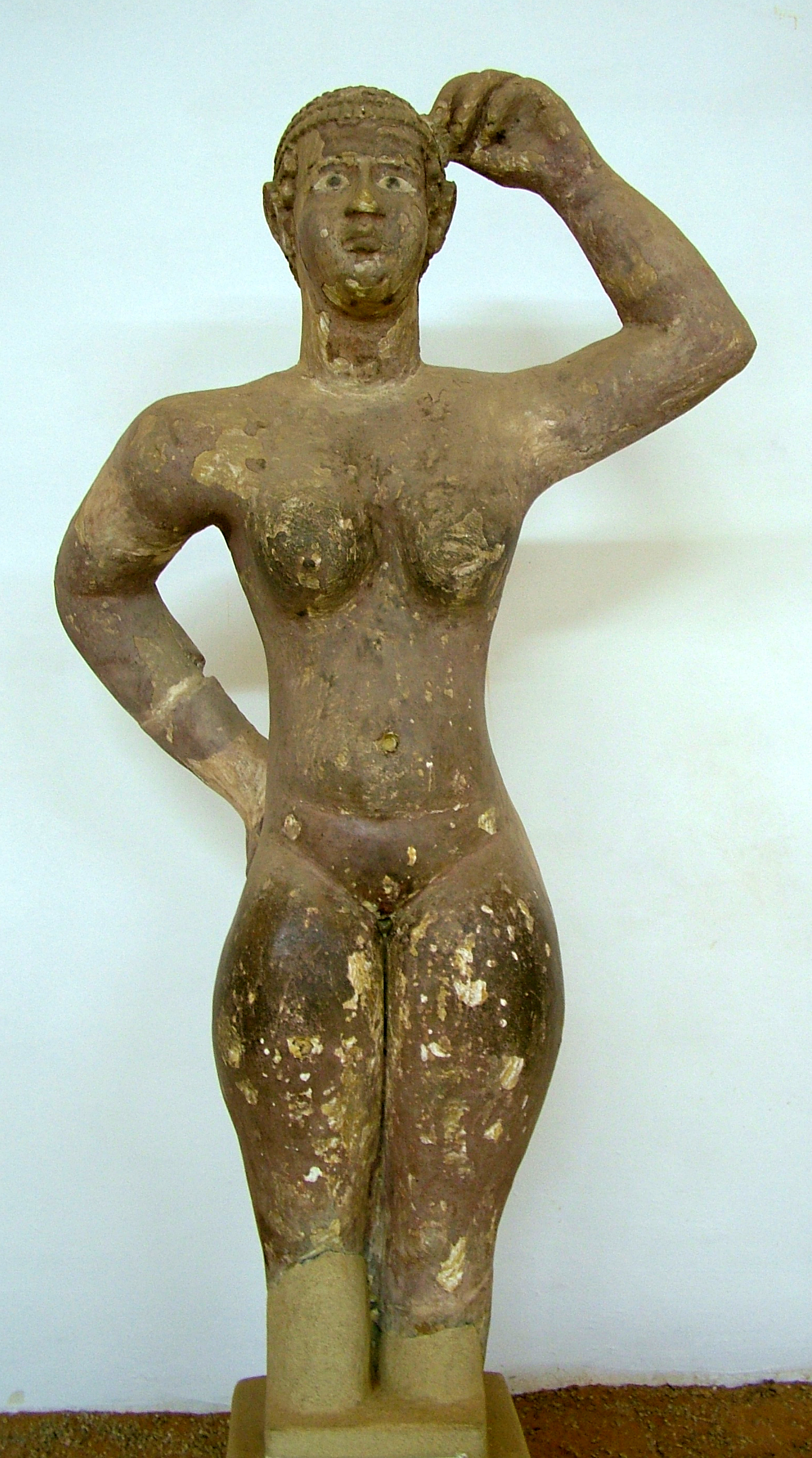
Frauenfigur aus dem römischen Bad

## Flachbild

### Relief

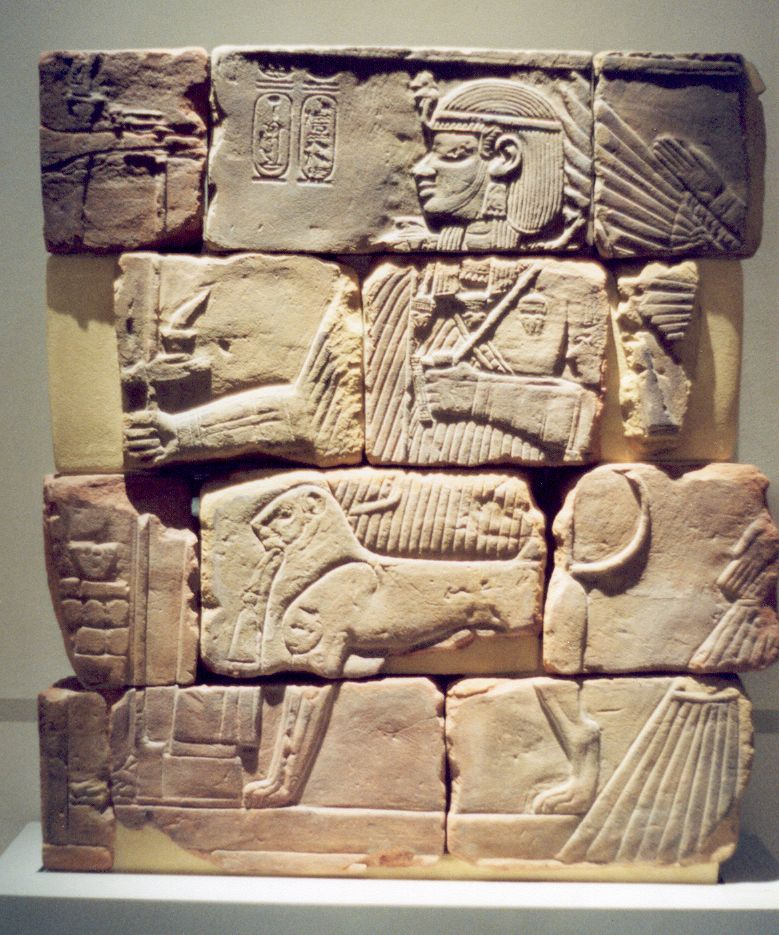
Relief aus der Pyramide des Amanitenmomide

Das Relief ist in allen Perioden kuschitischer Geschichte gut dokumentiert. Aus der napatanischen Phase sind vor allem königliche Reliefs aus Tempeln der Herrscher erhalten. Sie werden hier im Zusammensein mit verschiedenen Gottheiten dargestellt. Es gibt auch einige historische Szenen, wie Schlachtenreliefs, die die Taten einzelner Herrscher verewigten. Gerade diese Szenen sind oftmals nur in Fragmenten erhalten. Daneben gibt es eine Anzahl von Stelen, die in den Kapellen der Pyramiden und in Tempeln aufgestellt waren. In der meroitischen Periode kommen auch einige private Reliefs hinzu, die jedoch künstlerisch meist eher anspruchslos sind.
Auch die menschlichen Darstellungen in den Reliefs, wobei es wie in Ägypten versenktes und erhabenes Relief gibt, folgen ägyptischen Vorbildern. Der Kopf ist dabei in der Regel im Profil dargestellt, Augen und Brust frontal. Wichtige Figuren sind größer als Nebenfiguren wiedergegeben. Die Figuren zeigen auch hier, wie in der Plastik, volle, kräftige Formen und unterscheiden sich dadurch von den eher schlankeren ägyptischen Vorbildern. Dies ist besonders augenfällig bei der Abbildung von Frauen, die mit ihren kräftigen Formen und ausladenden Hüften eher afrikanischen Schönheitsidealen folgen. Der reiche Ornat, der wohl teilweise auch auf afrikanischen Ursprung zurückgeht, lässt viele dieser Reliefs im Vergleich zu den ägyptischen fremd wirken.
Frühe Reliefarbeiten sind oft sehr fein, ab dem 5. Jahrhundert ist ein gewisser Verfall zu beobachten, vor allem die wenigen nichtköniglichen Reliefs, die Familienmitgliedern des Königshauses zuzuordnen sind, wirken regelrecht plump. Das königliche Relief hält dagegen durchgehend einen hohen Standard.

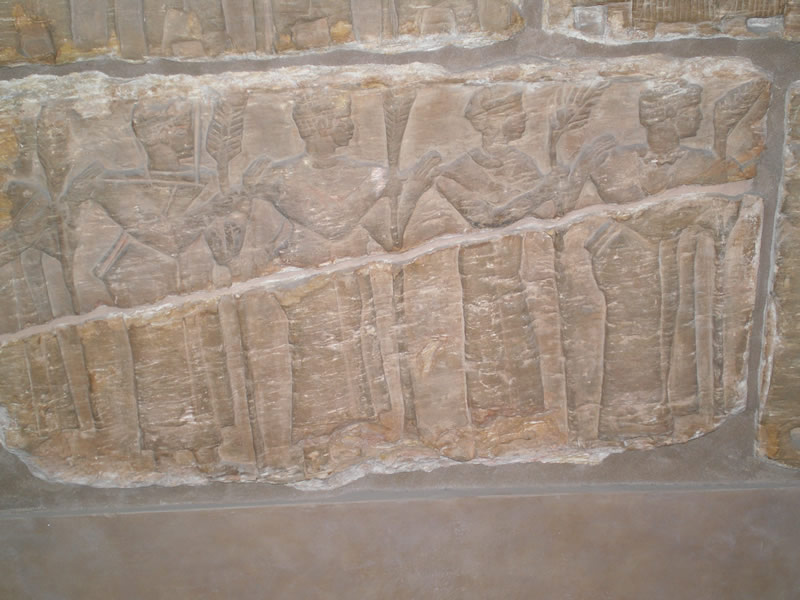
Nebenfiguren aus einer Pyramidenkapelle (wohl Kapelle der Shanakdakheto)

Vor allem aus der meroitischen Zeit stammen zahlreiche voll dekorierte Pyramidenkapellen. Der oder die Tote ist vor dem Totengericht, vor dem Opfertisch oder im Beisammensein mit Gottheiten dargestellt. Hier findet man oft die große Figur des Pyramideninhabers und zahlreiche kleine Figuren von Dienern und weiteren Nebenfiguren. Viele dieser meroitischen Reliefs wirken handwerklich etwas grob, was aber meist auf den grobkörnigen Sandstein, in den sie gehauen sind, zurückzuführen ist. Die Reliefs waren einst auch bemalt, haben also damals ganz anders gewirkt.
Die gleichzeitigen Tempelreliefs zeigen oftmals Reihen von Gottheiten vor dem Herrscher. Die Figuren sind nach dem ägyptischen Kanon gebildet, sind aber meist viel kräftiger modelliert. Gut erhaltene Tempelreliefs dieser Zeit gibt es vor allem aus Naqa, wo sich auch die bekannte ägyptische Szene des Erschlagen der Feinde auf einer Tempelfassade findet. Neuere Ausgrabungen fanden Reliefs des Amanichareqerem (ca. 50 n. Chr.), die vor allem durch die Feinheit der Modellierung auffallen. In den Tempeln von Meroe fanden sich auch zahlreiche Fragmente historischer Szenen, die dieses Genre gut belegen. Die Darstellungen von Menschen und Tieren fallen durch ihre Lebendigkeit auf.
Beispiele von Reliefs auf Stelen aus anderen Gesteinsarten sind teilweise sehr fein gearbeitet und belegen die Fähigkeiten nubischer Künstler. Auch in den Reliefs der meroitischen Zeit ist hellenistischer Einfluss feststellbar. Es erscheinen z. B. Gottheiten, die frontal dargestellt werden.

### Malerei
Es gibt nur wenige erhaltene Beispiele meroitischer Malerei. In Qasr Ibrim fanden sich in einem Tempel Malereien, die von Taharqa in Auftrag gegeben wurden. In der Grabkammer des Tanotamun sind einzelne Figuren lebensgroß auf weißen Grund auf die Wände gemalt. Die Figuren sind ausgesprochen kräftig modelliert. Farben wurden sparsam eingesetzt. Die Hautfarbe ist meist rot bei Männern und gelb bei Frauen, die Kleidung dagegen weiß belassen. Dargestellt ist der Herrscher im Zusammensein mit verschiedenen Gottheiten. In anderen Grabkammern von Herrschern, aber auch von Königinnen ist Ähnliches zu finden, doch sind diese Beispiele meist schlechter erhalten.
Aus Meroe gibt es einige Bauten mit weiteren Resten dieser Kunstform. Die Malereien im sogenannten Augustustempel sind heute nur noch in Kopien erhalten, die während der Ausgrabungen gemacht wurden. Sie zeigen Gefangene zu Füßen eines nicht erhaltenen Herrschers. Als Farben wurden bevorzugt Rot- und Brauntöne verwendet. Die Figuren sind wieder ausgesprochen kräftig modelliert. Das sogenannte römische Bad enthielt nicht nur einen reichen Statuenschmuck, der klassischen Vorbildern nachempfunden war, sondern auch Malereien in einem hellenistischen Stil.
Ein einzigartiges Objekt fand man bei Ausgrabungen im Amun-Tempel von Naqa. Es handelt sich um einen Barkenaltar, der mit Nilgottheiten und Papyruspflanzen bunt bemalt ist. Als Farben wurden Gelb-, Rot- und Blautöne verwendet. Auch Reste der Wandmalereien an den Lehmziegelwänden des Tempels haben sich erhalten. Nach der Restaurierung und Rekonstruktion der Malereien sollen sie ab 2009 in einem lokalen Museum ausgestellt werden.

## Kunsthandwerk

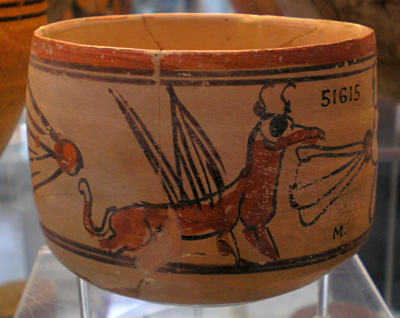
Tongefäß, das bei Faras gefunden wurde (London, Britisches Museum).

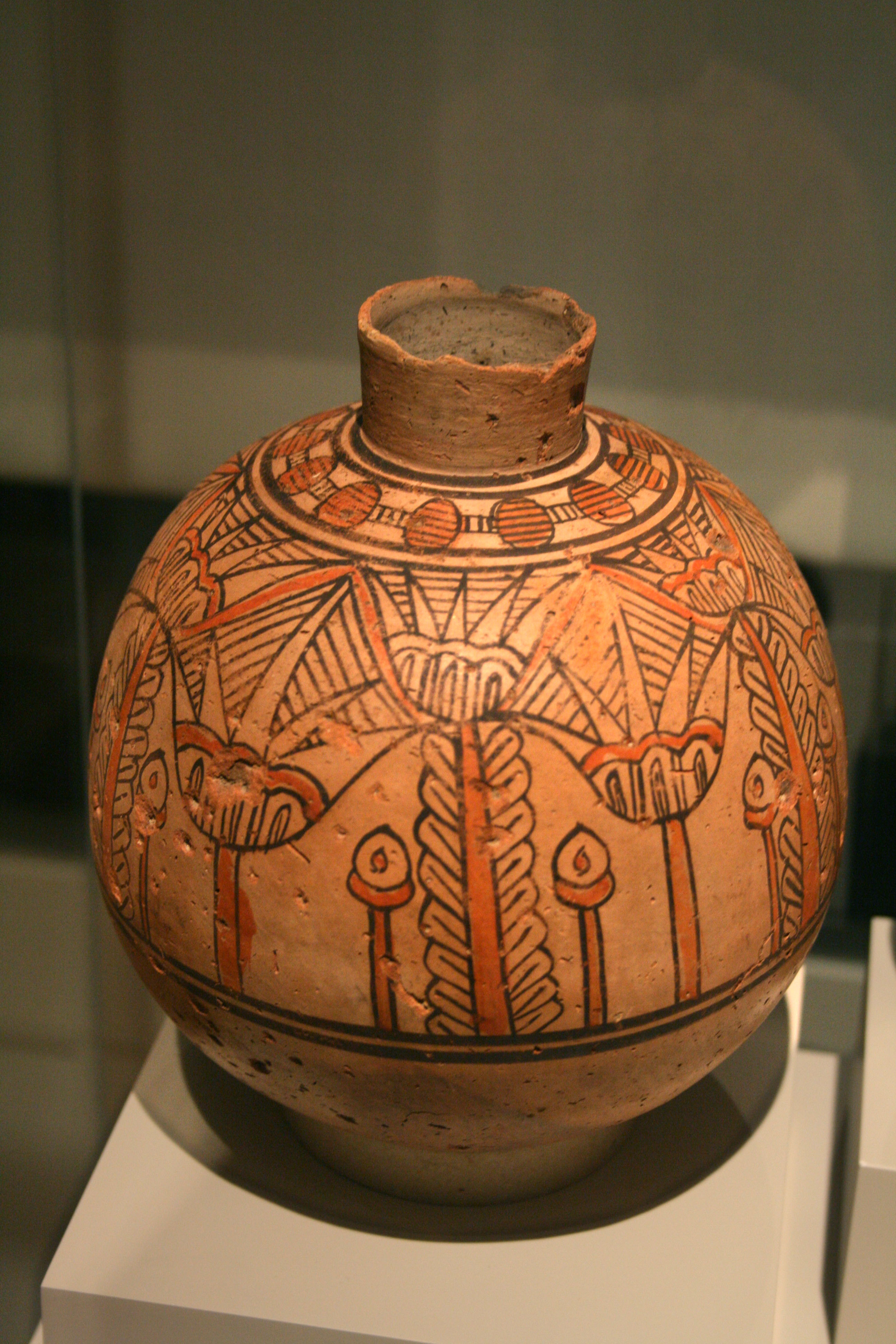
Tongefäß, das bei Faras gefunden wurde (Berlin)

Besonders im Bereich der Keramik gab es in der meroitischen Periode eine bemerkenswerte Produktion hochwertiger Waren. Gefäße sind oftmals bunt mit geometrischen, aber auch figürlichen Szenen bemalt. Die Forschung konnte verschiedene Werkstätten oder sogar Künstlerhandschriften unterscheiden. Die in Meroe gefundene Keramik ist dabei besonders fein und elegant mit altägyptischen Motiven, wie z. B. Anchzeichen, dekoriert.
Obwohl die meisten Pyramiden schon früh beraubt wurden, fanden sich in Nuri noch zahlreiche wertvolle Luxusobjekte, vor allem Goldarbeiten, wie reich dekorierte Zylinder, die eine stehende, mit Flügeln ausgestattete Göttin zeigen. Solche Zylinder fanden sich auch in anderen nubischen Gräbern von Königen, doch ist ihre Funktion unbekannt.
In der Pyramide der regierenden Königin Amanischacheto fand sich ein Schatz von goldenen Schmuckstücken, die das hohe Niveau der Goldschmiedekunst belegen. Die Schmuckstücke stehen in ägyptischer Tradition. Viele Motive und Szenen scheinen aber rein nubisch zu sein.

## Regionale Unterschiede
Das Reich von Kusch erstreckte sich über ein großes Gebiet, von Unternubien bis in die Gegend des heutigen Khartum. Während die offizielle Kunst des Hofes sich als einheitlich gibt, so gab es an vielen Orten, vor allem auch an der Peripherie des Reiches, starke lokale Traditionen, vor allem im Kunsthandwerk. In der privaten Kunstproduktion Unternubiens, einer besonders gut erforschten Region, lassen sich seit der Zeit um Christi Geburt viele hellenistische Einflüsse feststellen, während diese im Süden nur im königlichen Umfeld zu beobachten sind. Neben der offiziellen Kunst gibt es vielerorts auch noch eine eher einfache Produktion von einfachen Tonfiguren und einfacher auf afrikanische Tradition zurückgehender Keramik.

## Ausblick

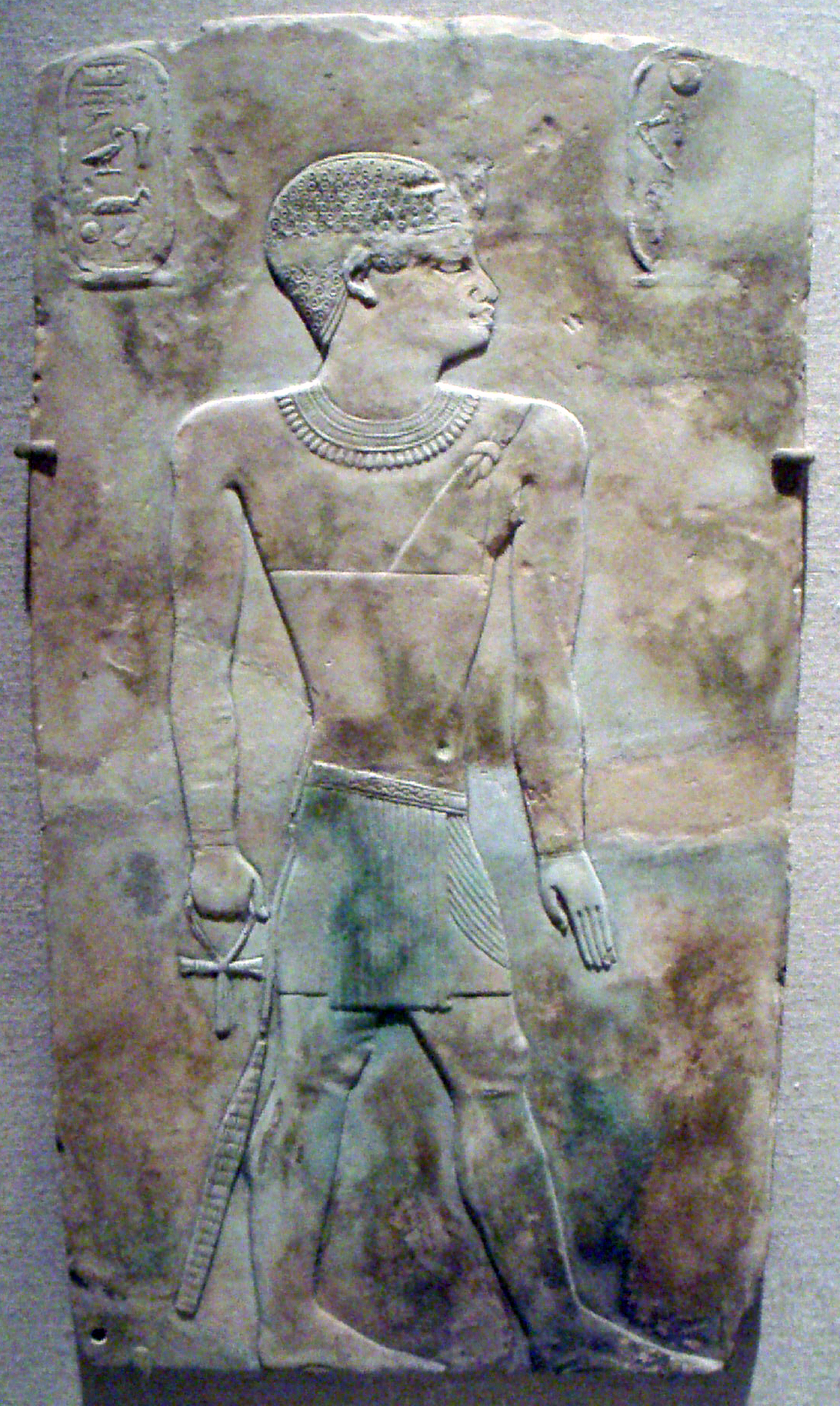
Relief des ägyptischen Lokalherrschers Auput II., der in nubischem Stil dargestellt ist

Das Nachwirken kuschitischer Kunst auf andere Völker und Kulturkreise ist nur schwer einzuschätzen. Einen direkten Einfluss hatte die nubische Kunst aber immerhin auf Ägypten, als um 730 v. Chr. dieses Land erobert wurde. Auf ägyptischen Tempelreliefs und in Statuen sind nubische Stilmerkmale deutlich zu spüren. Die Figuren sind oftmals, wie in Nubien, in robusten Proportionen wiedergegeben. Dieser Einfluss verschwand jedoch mit der Vertreibung der Nubier aus Ägypten.
Es gibt zahlreiche Belege für ein Weiterbestehen der kuschitischen Kunst im nubischen Mittelalter. Vor allem im Bauschmuck und in der Töpferei leben kuschitische Formen noch lange fort. Kuschitische Einflüsse auf das restliche Afrika sind dagegen nur schwer auszumachen. Dies mag eine Forschungslücke sein. Negativ muss allerdings gesagt werden, dass es zwar Kontakte mit dem Aksumitischen Reich gab, doch war das vollkommen nach Arabien hin ausgerichtet und nahm daher kaum kuschitische Elemente auf. Es ist oft postuliert worden, dass bestimmte Kulturmerkmale wie der Gebrauch der Kopfstütze in weiten Teilen Afrikas oder die Nok-Plastik auf kuschitischen und ägyptischen Einfluss zurückzuführen seien. Nubien wurde hier oftmals als Vermittler ägyptischen Kulturgutes angesehen. Die neuere Forschung ist jedoch vorsichtiger und vermutet eher eigenständige Entwicklungen oder gesamtafrikanische Wurzeln.
Das nubische Kunst- und Kulturschaffen wurde nicht immer positiv beurteilt. Es wurde oftmals mit Vorurteilungen belegt, die meist die Kunst eines schwarzafrikanischen Volkes als minderwertige oder bloße Kopien anderer Künste abtaten. Als Giuseppe Ferlini den Goldschatz der Amanishakheto, den er in Meroe gefunden hatte, an Museen verkaufen wollte, wurden die Objekte als Fälschung abgetan. Noch hundert Jahre später schrieb Georges Posener: Dort (in Meroe) entwickelte es eine eigenständige, zunehmend barbarische Kultur.

## Wichtige Museen mit nubischen Kunstwerken
| Museum               | Ort     | Land                   | Bemerkung                                                            |
| -------------------- | ------- | ---------------------- | -------------------------------------------------------------------- |
| Nubisches Museum     | Assuan  | Ägypten                | 1998 eingerichtet                                                    |
| Ägyptisches Museum   | Berlin  | Deutschland            | Vor allem Objekte, die Richard Lepsius nach Berlin brachte.          |
| Museum of Fine Arts  | Boston  | Vereinigte Staaten     | Wichtige Sammlung mit Objekten, die George Reisner in Nubien ausgrub |
| Ägyptisches Museum   | Kairo   | Ägypten                | Vor allem Objekte aus Unternubien                                    |
| Nationalmuseum Sudan | Khartum | Sudan                  | Die wichtigste Sammlung nubischer Kunst                              |
| Britisches Museum    | London  | Vereinigtes Königreich | Objekte britischer Grabungen                                         |
| Ashmolean Museum     | Oxford  | Vereinigtes Königreich | Objekte britischer Grabungen                                         |